# Johann Adam (Komponist)
Johann Adam, auch Jean Adam, (* 14. September 1704 in Dresden; † 13. November 1779 ebenda) war ein deutscher Bratschist und Komponist des Barock.

## Leben
Von 1733 bis 1736 wirkte er als Jagdpfeifer am Dresdner Hof. Später wirkte er als Bratschist an der Dresdner Hofkapelle. Ab ca. 1740 wirkte Adam zudem als Ballettkomponist für die Hofoper und als Komponist für das Französische Theater am Hof.

## Werke
Die Aufstellung seiner überlieferten Werke folgt dem Répertoire International des Sources Musicales.
- Oboenkonzert in B-Dur RISM ID: 240000989
- Oboenkonzert in G-Dur (auch Andrea Bernasconi als Flötenkonzert zugeschrieben) RISM ID: 453001927 (Digitalisat beim IMSLP)
- Flötenkonzert in D-Dur RISM ID: 200017564
- Flötenkonzert in G-Dur (vormals Johann Joachim Quantz als QV5: Anh. 22 zugeschrieben) RISM ID: 452001996, RISM ID: 210017563 (Digitalisat beim IMSLP)
- Concerto für Cembalo und Streicher in F-Dur RISM ID: 452001997
- Concerto für 2 Flöten in G-Dur (auch Franz Joseph Götzel zugeschrieben) RISM ID: 469256300
- Concerto für 2 Flöten in C-Dur RISM ID: 469256400
- Sinfonia in C-Dur für Streicher und B.c. RISM ID: 469255200
- Sinfonia in G-Dur für Streicher (ohne Bratschen) und B.c. RISM ID: 190009387
- Sinfonia in F-Dur für Streicher und B.c. (auch Giovanni Battista Sammartini als JenS D36 zugeschrieben) RISM ID: 190009385 RISM ID: 1001057046; auch in einer Version für Streicher, 2 Flöten, 2 Hörner, 2 Fagotte und B.c. RISM ID: 190009386 RISM ID: 280001665
- Jagd Sinfonia in D-Dur für Streicher, 2 Hörner und B.c. RISM ID: 469229700
- Sinfonia in D-Dur für Streicher, 2 Hörner, Fagott und B.c. RISM ID: 469230400
- Partita in B-Dur für Streicher (ohne Bratschen), 2 Oboen und B.c. RISM ID: 469231000
- Partita in Es-Dur für Streicher, 2 Oboen und B.c. RISM ID: 469231100
- Sonata für 2 Flöten in G-Dur RISM ID: 840000045
- Geistliche Kantate Wie lieblich sind deine Wohnungen (entstanden 1735 oder früher) RISM ID: 230001375
- Recueil d'airs à danser execute's sur le Théâtre du Roi à Dresde accommode's pour le clavecin (gedruckt bei Johann Gottlob Immanuel Breitkopf, Leipzig 1756) RISM ID: 00000990000224
- Polonaise Fackeltanz in D-Dur für 2 Oboen, 2 Hörner, 2 Violinen und B.c. RISM ID: 452001994
- Ballettmusik La Tempête in d-Moll (nur Flötenstimmen überliefert) RISM ID: 840000044
- La Pastorale in G-Dur (mutmaßlich, auch Johann Andreas Adam zugeschrieben) RISM ID: 1001003543
- L’ Engageante in D-Dur (mutmaßlich, auch Johann Andreas Adam zugeschrieben) RISM ID: 1001003554
- La Grave in Es-Dur (mutmaßlich, auch Johann Andreas Adam zugeschrieben) RISM ID: 1001003563